# Tom Petty and the Heartbreakers
Tom Petty and the Heartbreakers foi uma banda de heartland rock formada em 1976, em Gainesville, Flórida. A banda foi formada por Tom Petty (guitarra e vocal), Mike Campbell (guitarra solo), Benmont Tench (piano, órgão, harmônica e vocal), Ron Blair (baixo e vocal) e Stan Lynch (bateria e vocal). Suas letras são famosas por colocar o cidadão comum americano como protagonista, assim como as letras que adotam um ponto de vista feminino.

## Início
Tom Petty no início da carreira teve algumas bandas, tais como The Sundowners, The Epics, e Mudcrutch, que formou com Bruce Felder, irmão de Don Felder, que entraria para a banda Eagles anos depois. Em 1974, a Mudcrutch assinou com a Shelter Records, tanto que chegou a lançar um single em 1975, chamado Depot Street, porém uma série de falhas foram ocorridas, sendo assim o grupo se desfez. Nesse mesmo ano, Petty, Mike Campbell e Benmont Tench formam a banda Tom Petty and the Heartbreakers, nome escolhido após uma brincadeira durante uma sessão de gravações. Em seguida chamaram para compor o grupo os músicos Ron Blair e Stan Lynch.
Tom Petty and the Heartbreakers começou sua carreira musical com um álbum de mesmo nome da banda, lançado pelo selo Shelter Records. Inicialmente, os Heartbreakers não ganharam muita fama nos Estados Unidos, embora eles tivessem atingido um sucesso no Reino Unido, com a musica "Anything That's Rock 'n' Roll" no topo das paradas (alcançando mais tarde o sucesso norte-americano). A banda teve como primeiros singles: "Breakdown" e "American Girl". O seu segundo álbum foi lançado em 1978, com o nome de "You're Gonna Get It!" marcou o primeiro disco de ouro do grupo, com singles "I Need to Know" e "Listen To Her Heart". 
Em 1979, a banda foi arrastada para uma disputa legal, quando a ABC Records (distribuidora da Shelter Records), foi vendida para a MCA Records. Petty recusou-se a ser simplesmente transferido para outra gravadora, sem o seu consentimento. Ele manteve-se firme em seus princípios, o que levou à sua declaração de falência, como uma tática contra MCA.

## De 1979 a 2017
Durante as décadas seguintes a banda seguiu lançando álbuns e conseguindo sucessos. Lançaram outros discos como Damn the Torpedoes, Hard Promises (período em que Petty abriu discussão com a gravadora MCA devido os preços elevados dos discos no mercado), Long After Dark, Southern Accents, Let Me Up (I've Had Enough), Into the Great Wide Open, Songs and Music from "She's the One", Echo, The Last DJ, Mojo, e o último álbum, Hypnotic Eye, alcançou o topo das paradas em 2014. Em 1991 eles foram para a Warner Bros. Records. 
Entre 1986 e 1987 Tom Petty and the Heartbreakers abriram shows para Bob Dylan, o que rendeu elogios do veterano músico, tanto em relação à personalidade de Petty quanto a qualidade dos músicos da banda.
Entre as musicas mais famosas do grupo estão Into the Great Wide Open, You Got Lucky, Breakdown, Mary Jane's Last Dance, The Waiting, Refugee, American Girl e Running Down a Dream. A banda foi incluída no Rock and Roll Hall of Fame em 2002. Em 2009 receberam um Grammy Award de Melhor Vídeo Musical por "Running Down a Dream".
| “                                                                   | Seus vocais capturaram nossa alma com músicas que soaram como hits na primeira vez que as ouvimos. Ele deixou sua marca na música e em nossas vidas. | ” |
| — Greg Harris, CEO do Rock and Roll Hall of Fame, sobre Tom Petty., | |   |

Em 2017, quando a banda estava finalizando uma turnê comemorativa dos quarenta anos de carreira, Tom Petty morreu em decorrência de overdose acidental por ingestão de remédios para dor, em 2 de outubro. Uma semana antes da morte de Petty, a banda se apresentou no auditório Hollywood Bowl, em Los Angeles, e tinha mais dois shows agendados, nos dias 8 e 9 de novembro, em Nova York.

## Discografia
Álbuns de estúdio:
- Tom Petty and the Heartbreakers (1976)
- You're Gonna Get It! (1978)
- Damn the Torpedoes (1979)
- Hard Promises (1981)
- Long After Dark (1982)
- Southern Accents (1985)
- Let Me Up (I've Had Enough) (1987)
- Into the Great Wide Open (1991)
- Songs and Music from "She's the One" (1996)
- Echo (1999)
- The Last DJ (2002)
- Mojo (2010)
- Hypnotic Eye (2014)

Álbuns ao vivo e compilações:
- Pack Up the Plantation: Live! (1985)
- Greatest Hits (1993)
- Playback
- Anthology: Through the Years (2000)
- The Live Anthology (2009)
- Mojo Tour 2010 (2010)
- An American Treasure (2018) - contendo canções de Tom Petty and the Heartbreakers, Tom Petty e Mudcrutch
- The Best of Everything (2019) - contendo canções de Tom Petty and the Heartbreakers, Tom Petty e Mudcrutch